# Xenodusa angusta
Xenodusa angusta är en skalbaggsart som först beskrevs av Henry Clinton Fall 1901.  Xenodusa angusta ingår i släktet Xenodusa och familjen kortvingar. Inga underarter finns listade i Catalogue of Life.